# Cicindria

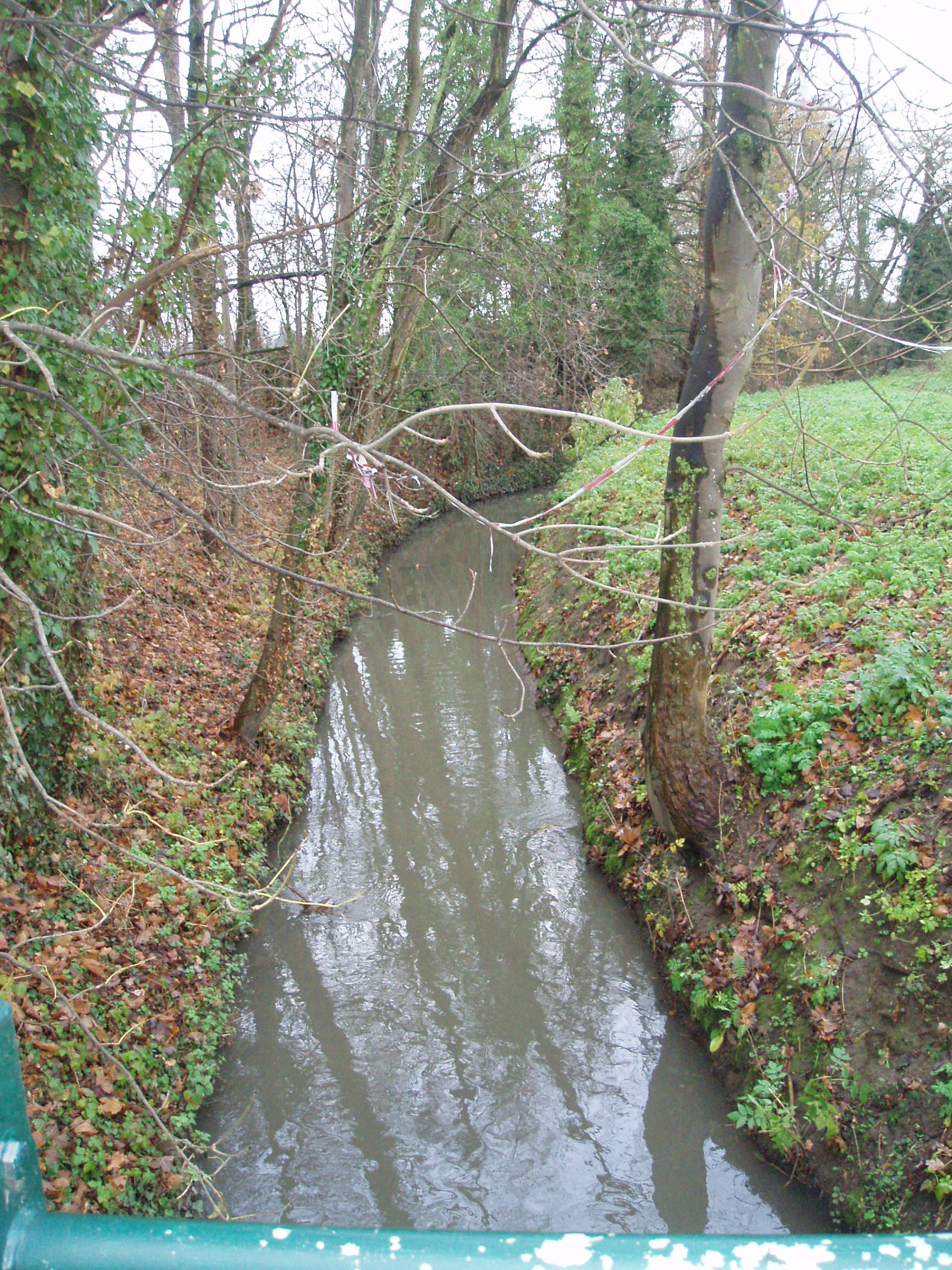
De Cicindria nabij het begijnhof in Sint-Truiden

De Cicindria of Cicindriabeek is een beek in de Belgische provincie Limburg.
Deze beek ontspringt op een hoogte van 120 meter nabij de taalgrens in Hasselbroek, een gehucht van Jeuk in de gemeente Gingelom. De bron van de Cicindria bevindt zich bij het Kasteeldomein van Hasselbroek. De Cicindria stroomt in noordelijke richting en mondt uit in de Melsterbeek in de buurt van Melveren.
Tussen Jeuk en Borlo vloeit de Voortbeek in de Cicindria. Vervolgens loopt de Cicindria via Buvingen, Muizen en Kerkom-bij-Sint-Truiden richting Sint-Truiden. Ter hoogte van het voormalige militaire vliegveld stroomt de beek onder de landingsbaan door.
In het centrum van Sint-Truiden is de beek volledig overwelfd. Nabij het begijnhof loopt de Cicindria weer bovengronds. Enkele honderden meters verder stroomt de Cicindria in de Melsterbeek, een zijrivier van de Gete.
Langs de Cicindria bevinden zich verschillende kastelen en watermolens waaronder;
- het Kasteel van Hasselbroek in Hasselbroek
- de Sandixmolen in Borlo
- de Dorpsmolen in Kerkom-bij-Sint-Truiden
- het Kasteel Alstergoed in Kerkom-bij-Sint-Truiden
- het Wit Kasteel in Kerkom-bij-Sint-Truiden